# Propyleenglycolmonomethyletheracetaat
Propyleenglycolmonomethyletheracetaat (PGMEA) is de ester van azijnzuur en propyleenglycolmonomethylether (PGME). Het is een vluchtige, ontvlambare vloeistof.

## Synthese
PGMEA wordt geproduceerd door de verestering van propyleenglycolmonomethylether met azijnzuur.

## Toepassingen
PGMEA wordt gebruikt als oplosmiddel voor verven, inkten, lakken, coatings, reinigingsmiddelen en inkt- of graffitiverwijderaars. Het is tevens een oplosmiddel voor fotoresist in de elektronische industrie. PGMEA doet dienst als inerte stof in pesticiden.

## Toxicologie en veiligheid
Na inname wordt PGMEA snel gehydrolyseerd tot propyleenglycolmonomethylether; de effecten zijn daarom vergelijkbaar met die van PGME: licht irriterend voor ogen en luchtwegen en ontvetting van de huid. Blootstelling aan hoge concentraties kan een verminderde werking van het centraal zenuwstelsel veroorzaken.